# Sonoman
Este artículo es acerca de la canción. Para ver acerca del superhéroe, véase Sónoman.
Sonoman es una canción de la banda de rock argentino Soda Stereo. Aparece como octavo tema en su álbum Comfort y música para volar (1996). El título es una referencia a un clásico superhéroe de historieta argentina, Sónoman.

## Historia
Esta canción y X-Playó (editada en Sueño Stereo) es lo que queda de un proyecto de Soda Stereo con base en el álbum Sueño Stereo.  Zeta declaró que la verdad es que  dicho álbum originalmente iba a ser un disco doble, uno sería el disco que fue lanzado, y otro sería un disco basado en la música ambient (un subgénero de la música electrónica) ese era el plan de la banda, de hecho él y  Gustavo estaban experimentando y trabajando en ello, pero al planteárselo a la disquera, les dijeron que no, con el fundamento de que no sería comercialmente apto.
"Sonoman" es una canción hecha en estudio, y se encuentra en Comfort y música para volar, que contiene siete canciones de la banda en vivo en el MTV Unplugged y cuatro canciones de estudio. Sonoman sirve como introducción a la parte "de estudio" de Comfort, pues es la primera que aparece; además, la última canción del Unplugged que aparece, "Ella usó mi cabeza como un revólver", se le adjuntó en estudio un efecto de sonido al final para que empate con Sonoman, uniendo la sección en vivo y estudio del disco.
"Sonoman" es instrumental, bien cargada con instrumentos eléctricos, aunque las palabras: "Ya se los advertí, aquí tienen música para volar" (que pudiera dar título al disco) aparecen al final de la canción, dando paso continuo a "Planeador", la siguiente canción de estudio. Sin embargo, algunas ediciones del disco tienen estas palabras al comienzo de "Planeador", dejando a Sonoman completamente instrumental.
La banda no tocó nunca la canción en vivo, y nunca dejó claro si es que la canción fue hecha originalmente para Sueño Stereo (como las otras tres canciones), o fue realmente hecha solo para servir como introducción a la sección de estudio de Comfort. La edición de 2007 de Comfort y música para volar, debido a que contiene todo el show del Unplugged –y nada de estudio–, no contiene ni Sonoman ni las otras tres canciones.